# Реакция Херца
Реакция Херца — метод синтеза 2-аминотиофенолов из ароматических аминов взаимодействием дитиодихлорида с анилинами (1), ведущим к образованию циклических 1,2,3-бензодитиазолиевых солей (2, соли Херца) и последующим расщеплением дитиазолиевого цикла:

## Варианты и модификации
В реакцию вступают различные ароматические и гетероароматические амины, а также их N-ацилпроизводные (N-ацетил-2-нафтиламин, 3- и 4-аминоизохинолины.
Сам анилин в условиях реакции Херца подвергается хлорированию в пара-положение по отношению к аминогруппе, p-замещенные анилины в условиях реакции Херца хлорированию не подвергаются.
В зависимости от условий гидролиза солей Херца могут быть получены различные продукты.
Так, при действии азотистой кислоты на солей Херца происходит перегруппировка в 1,2,3-бензотиадиазолы, сопровождающаяся хлорированием ароматического кольца, реакция проходит через размыкание 1,2,3-бензодитиазолиевого цикла с последующим диазотированием аминогруппы и электрофильное внутримолекулярное присоединение диазониевой группы к тиольной: 
 ,
однако основным методом гидролиза солей Херца является под действие едкого натра или бисульфита натрия в сильнощелочной, в результате чего образуются 2-аминотиофеноляты:

## Синтетическое применение 2-аминотиофенолов
2-Аминотиоляты и 2-аминотиофенолы широко используются в синтезе гетероциклических соединений — их ацилирование является препаративным методом синтеза бензотиазолов:
Алкилирование хлоруксусной кислотой 2-аминотиофенолятов, полученных в реакции Херца,  с образованием 2-аминоарилтиогликолевой кислоты (6) и дальнейшая замена в ней аминогруппы на нитрильную по Зандмейеру с последующим омылением и циклизацией является одним из промышленных методов синтеза тиоиндоксилов (7) — важных полупродуктов в синтезе тиоиндигоидных красителей (8, 9):